# Gà mồng vua Sicilia

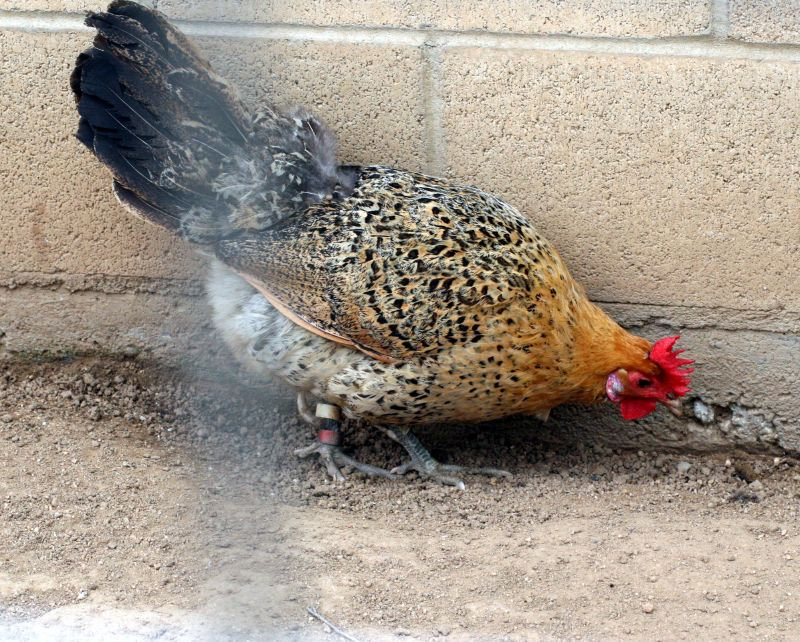
Gà mồng vua

Gà Sicilia mồng vua (Sicilian Buttercup) là là một giống gà nội địa có nguồn gốc từ đảo Sicilia của nước Ý. Giống gà này được nhập khẩu vào Hoa Kỳ vào thế kỷ XIX, và đến Anh và Úc vào đầu thế kỷ 20. Nó có nguồn gốc từ giống gà Siciliana bản địa của Sicily, nhưng sự tách biệt lâu dài khỏi những đàn giống ban đầu đã dẫn đến sự khác biệt rõ rệt giữa hai giống.
Cái mồng của chúng thuộc nhóm mồng vua (buttercup) là giống như mồng lá, mồng vua cũng có những chóp nhọn kéo dài từ trước ra sau đầu. Tuy nhiên, mồng vua có tới 2 "lá" ghép lại với nhau tạo thành hình dạng giống như một chiếc vương miện, với nhiều chóp nhọn tạo thành một vòng gần như tròn trên đỉnh đầu gà. Đây là kiểu mồng đặc trưng của giống gà Sicilian Buttercup.

## Lịch sử
Giống Siciliana của Sicily có nguồn gốc từ việc lai tạo giữa các giống gà địa phương với các đàn gà giống ở Bắc Phi như giống gà Berbera mồng hoa đã được tuyển chọn hoặc giống gà Tripolitana được mô tả bởi Tucci. Những con gà này có thể tương tự như gà Turicus ("Gallus turcicus") được mô tả bởi Ulisse Aldrovandi vào năm 1600. Những con gà tương tự được mô tả trong các bức tranh thế kỷ 16 tại Bảo tàng Vatican và Galleria Borghese ở Rome, và ở Florence và Paris.
Vào khoảng năm 1863 hoặc năm 1877, một điều chắc chắn rằng ông Cephas Dawes của Dedham, Massachusetts, thuyền trưởng của tàu Frutiere, đang mang cam ở Sicily và mua một số gà để cung cấp thịt trên hành trình của mình. Một số trong số này tiếp tục được nuôi nhốt trong chuyến đi, và được nuôi giữ cho việc đẻ trứng để bảo tồn. Một số cá thể trong số chúng sau đó được bán cho một C. Carroll Loring, cũng của Dedham, người đã trở thành nhà lai tạo đầu tiên của những gì sẽ trở thành Buttercup Sicilia ngày nay. Tất cả các con gà mồng vua Mỹ, tuy nhiên, được lai giống xuống từ một đợt vận chuyển giống sau này vào năm 1892.

## Bảo tồn
Hiệp hội các nhà lai tạo, Câu lạc bộ Buttercup Mỹ, được thành lập Hoa Kỳ vào năm 1912, và đến năm 1914 đã có 600 thành viên; một hiệp hội tương tự được hình thành ở Anh vào năm 1913. Gà mao lương Sicilia đã được đưa vào Tiêu chuẩn Hoàn thiện của Hiệp hội Gia cầm Mỹ năm 1918. Nó được liệt kê là "bị đe dọa" bởi Hiệp hội Bảo tồn Chăn nuôi Hoa Kỳ và nằm trong danh sách "Những loài giống hiếm và bản địa" của Quỹ bảo tồn giống hiếm của Anh.
Hiện nay, để bảo tồn, các nhà lai tạo đã tạo thành công loại gà có thể đẻ trứng của giống khác. Tương tự một "ngân hàng hạt giống" của gia cầm, chuồng chim sẽ lưu trữ các tế bào gốc nguyên thủy để hình thành các quả trứng được chủ định nở ra con đực hay con cái. Bước đầu tiên là tạo ra các con gà mái biến đổi gen có khả năng đẻ trứng của nhiều giống gia cầm quý hiếm khác nhau, bao gồm gà lùn Scotland, gà Sicilian buttercup, và gà lôi Anh cổ. Điều này được thực hiện nhờ công nghệ chỉnh sửa gien để vô hiệu hóa phần gien gọi là DDX4.